# Hendrik van Gloucester
Hendrik Willem Frederik Albert van Gloucester, hertog van Gloucester (Engels: Henry, Duke of Gloucester) (Sandringham House, 31 maart 1900 - Barnwell, Northamptonshire, 10 juni 1974) was een lid van de Britse koninklijke familie.
Hij werd geboren als derde zoon van koning George V van het Verenigd Koninkrijk en Mary van Teck. In 1928 kreeg hij van zijn vader de titel "Hertog van Gloucester".
Hendrik koos voor een militaire carrière en ging in 1919 naar Koninklijke Militaire Academie Sandhurst. Hierna was hij officier bij The King's Royal Rifle Corps en de 10th Royal Hussars. In 1937 verliet hij het leger. Bij het uitbreken van de Tweede Wereldoorlog nam hij opnieuw dienst en diende als verbindingsofficier. In 1955 werd hij benoemd tot veldmaarschalk, gevolgd door maarschalk van de Royal Air Force in 1958.
Eind 1944 werd hij benoemd tot gouverneur-generaal van Australië, maar dat was wegens gemis aan de benodigde kwaliteiten voor een dergelijke post geen succes. Maart 1947 legde hij de functie neer en keerde terug naar Engeland. Hierna vervulde hij nog enkel ceremoniële taken.

## Huwelijk en familie
Hij trouwde op 6 november 1935 met Alice Christabel Montagu-Douglas-Scott.
Het paar kreeg twee zoons:
- William van Gloucester (18 december 1941 - 28 augustus 1972), overleed door een vliegtuigongeluk.
- Richard Windsor (26 oktober 1944), trouwde op 8 juli 1972 met de Deense Birgitte van Deurs (20 juni 1946)

## Militaire loopbaan
- Tweede luitenant: 30 augustus 1934[3]
- Generaal-majoor: 1 januari 1937[3][1]
- Luitenant-generaal: 17 september 1941 (reserve)[3][1]
- Generaal: 27 oktober 1944 (reserve)[3][1]
- Field Marshal: 31 maart 1955
- Air Chief Marshal:
- Marshal of the Royal Air Force: 1 januari 1958[4]

## Decoraties
- Ridder in de Orde van de Kousenband in 1921
- Ridder in de Orde van de Kousenband in 1931
- Ridder in de Orde van Sint-Patrick in 1934
- Grootmeester in de Orde van het Bad in 1951
- Ridder Grootkruis in de Orde van Sint-Michaël en Sint-George in 1935
- Ridder Grootkruis in de Koninklijke Orde van Victoria in 1922
- Grootprior in de Orde van Sint-Jan
- Koninklijke Victoriaanse Keten in 1932
- Grootkruis in de Orde van Sint-Olaf
- Chrysanthemumorde in 1929
- Ridder in de Orde van de Serafijnen op 8 juni 1952
- Herinneringsmedaille ter gelegenheid van de kroning van H.M. Koningin Elizabeth II van Groot-Brittannië in 1953
- Grootkruis in de Orde van Verdienste van de Bondsrepubliek Duitsland in 1958
- Kroningsmedaille van George V op 6 mei 1910
- Medaille voor de Kroning van George VI in 1937
- Hertog van Gloucester werd genoemd in de Dagorders.
  - 20 december 1940[3]

## Kwartierstaat (voorouders)
| Albert van Saksen-Coburg en Gotha (1819-1861) | Albert van Saksen-Coburg en Gotha (1819-1861) | Albert van Saksen-Coburg en Gotha (1819-1861) | Albert van Saksen-Coburg en Gotha (1819-1861) | Albert van Saksen-Coburg en Gotha (1819-1861)       | Albert van Saksen-Coburg en Gotha (1819-1861)       | Victoria van het Verenigd Koninkrijk (1819-1901)    | Victoria van het Verenigd Koninkrijk (1819-1901)    | Victoria van het Verenigd Koninkrijk (1819-1901)    | Victoria van het Verenigd Koninkrijk (1819-1901)    | Victoria van het Verenigd Koninkrijk (1819-1901) | Victoria van het Verenigd Koninkrijk (1819-1901) |                                                   |                                                   | Christiaan IX van Denemarken (1818-1906)          | Christiaan IX van Denemarken (1818-1906)          | Christiaan IX van Denemarken (1818-1906)          | Christiaan IX van Denemarken (1818-1906)          | Christiaan IX van Denemarken (1818-1906) | Christiaan IX van Denemarken (1818-1906) | Louise van Hessen-Kassel (1817-1898) | Louise van Hessen-Kassel (1817-1898) | Louise van Hessen-Kassel (1817-1898) | Louise van Hessen-Kassel (1817-1898) | Louise van Hessen-Kassel (1817-1898) | Louise van Hessen-Kassel (1817-1898) |  |  | Alexander van Württemberg (1804-1885) | Alexander van Württemberg (1804-1885) | Alexander van Württemberg (1804-1885) | Alexander van Württemberg (1804-1885) | Alexander van Württemberg (1804-1885) | Alexander van Württemberg (1804-1885) | Claudine Rhédey van Kis-Rhéde (1812-1841) | Claudine Rhédey van Kis-Rhéde (1812-1841) | Claudine Rhédey van Kis-Rhéde (1812-1841) | Claudine Rhédey van Kis-Rhéde (1812-1841) | Claudine Rhédey van Kis-Rhéde (1812-1841) | Claudine Rhédey van Kis-Rhéde (1812-1841) |                             |                             | Adolf van Cambridge (1774-1750) | Adolf van Cambridge (1774-1750) | Adolf van Cambridge (1774-1750)          | Adolf van Cambridge (1774-1750)          | Adolf van Cambridge (1774-1750)          | Adolf van Cambridge (1774-1750)          | Augusta van Hessen-Kassel (1797-1889)    | Augusta van Hessen-Kassel (1797-1889)    | Augusta van Hessen-Kassel (1797-1889) | Augusta van Hessen-Kassel (1797-1889) | Augusta van Hessen-Kassel (1797-1889) | Augusta van Hessen-Kassel (1797-1889) |  |  |  |  |  |  |  |  |  |  |  |  |  |  |  |  |  |  |  |  |  |  |  |  |  |  |  |  |  |  |  |  |  |  |  |  |  |  |  |  |  |  |  |  |  |  |  |  |
| Albert van Saksen-Coburg en Gotha (1819-1861) | Albert van Saksen-Coburg en Gotha (1819-1861) | Albert van Saksen-Coburg en Gotha (1819-1861) | Albert van Saksen-Coburg en Gotha (1819-1861) | Albert van Saksen-Coburg en Gotha (1819-1861)       | Albert van Saksen-Coburg en Gotha (1819-1861)       | Victoria van het Verenigd Koninkrijk (1819-1901)    | Victoria van het Verenigd Koninkrijk (1819-1901)    | Victoria van het Verenigd Koninkrijk (1819-1901)    | Victoria van het Verenigd Koninkrijk (1819-1901)    | Victoria van het Verenigd Koninkrijk (1819-1901) | Victoria van het Verenigd Koninkrijk (1819-1901) |                                                   |                                                   | Christiaan IX van Denemarken (1818-1906)          | Christiaan IX van Denemarken (1818-1906)          | Christiaan IX van Denemarken (1818-1906)          | Christiaan IX van Denemarken (1818-1906)          | Christiaan IX van Denemarken (1818-1906) | Christiaan IX van Denemarken (1818-1906) | Louise van Hessen-Kassel (1817-1898) | Louise van Hessen-Kassel (1817-1898) | Louise van Hessen-Kassel (1817-1898) | Louise van Hessen-Kassel (1817-1898) | Louise van Hessen-Kassel (1817-1898) | Louise van Hessen-Kassel (1817-1898) |  |  | Alexander van Württemberg (1804-1885) | Alexander van Württemberg (1804-1885) | Alexander van Württemberg (1804-1885) | Alexander van Württemberg (1804-1885) | Alexander van Württemberg (1804-1885) | Alexander van Württemberg (1804-1885) | Claudine Rhédey van Kis-Rhéde (1812-1841) | Claudine Rhédey van Kis-Rhéde (1812-1841) | Claudine Rhédey van Kis-Rhéde (1812-1841) | Claudine Rhédey van Kis-Rhéde (1812-1841) | Claudine Rhédey van Kis-Rhéde (1812-1841) | Claudine Rhédey van Kis-Rhéde (1812-1841) |                             |                             | Adolf van Cambridge (1774-1750) | Adolf van Cambridge (1774-1750) | Adolf van Cambridge (1774-1750)          | Adolf van Cambridge (1774-1750)          | Adolf van Cambridge (1774-1750)          | Adolf van Cambridge (1774-1750)          | Augusta van Hessen-Kassel (1797-1889)    | Augusta van Hessen-Kassel (1797-1889)    | Augusta van Hessen-Kassel (1797-1889) | Augusta van Hessen-Kassel (1797-1889) | Augusta van Hessen-Kassel (1797-1889) | Augusta van Hessen-Kassel (1797-1889) |  |  |  |  |  |  |  |  |  |  |  |  |  |  |  |  |  |  |  |  |  |  |  |  |  |  |  |  |  |  |  |  |  |  |  |  |  |  |  |  |  |  |  |  |  |  |  |  |
|                                               |                                               |                                               |                                               |                                                     |                                                     |                                                     |                                                     |                                                     |                                                     |                                                  |                                                  |                                                   |                                                   |                                                   |                                                   |                                                   |                                                   |                                          |                                          |                                      |                                      |                                      |                                      |                                      |                                      |  |  |                                       |                                       |                                       |                                       |                                       |                                       |                                           |                                           |                                           |                                           |                                           |                                           |                             |                             |                                 |                                 |                                          |                                          |                                          |                                          |                                          |                                          |                                       |                                       |                                       |                                       |  |  |  |  |  |  |  |  |  |  |  |  |  |  |  |  |  |  |  |  |  |  |  |  |  |  |  |  |  |  |  |  |  |  |  |  |  |  |  |  |  |  |  |  |  |  |  |  |
|                                               |                                               |                                               |                                               | Edward VII van het Verenigd Koninkrijk (1841-1910)  | Edward VII van het Verenigd Koninkrijk (1841-1910)  | Edward VII van het Verenigd Koninkrijk (1841-1910)  | Edward VII van het Verenigd Koninkrijk (1841-1910)  | Edward VII van het Verenigd Koninkrijk (1841-1910)  | Edward VII van het Verenigd Koninkrijk (1841-1910)  |                                                  |                                                  |                                                   |                                                   |                                                   |                                                   | Alexandra van Denemarken (1844-1925)              | Alexandra van Denemarken (1844-1925)              | Alexandra van Denemarken (1844-1925)     | Alexandra van Denemarken (1844-1925)     | Alexandra van Denemarken (1844-1925) | Alexandra van Denemarken (1844-1925) |                                      |                                      |                                      |                                      |  |  |                                       |                                       |                                       |                                       | Frans van Teck (1837-1900)            | Frans van Teck (1837-1900)            | Frans van Teck (1837-1900)                | Frans van Teck (1837-1900)                | Frans van Teck (1837-1900)                | Frans van Teck (1837-1900)                |                                           |                                           |                             |                             |                                 |                                 | Maria Adelheid van Cambridge (1833-1897) | Maria Adelheid van Cambridge (1833-1897) | Maria Adelheid van Cambridge (1833-1897) | Maria Adelheid van Cambridge (1833-1897) | Maria Adelheid van Cambridge (1833-1897) | Maria Adelheid van Cambridge (1833-1897) |                                       |                                       |                                       |                                       |  |  |  |  |  |  |  |  |  |  |  |  |  |  |  |  |  |  |  |  |  |  |  |  |  |  |  |  |  |  |  |  |  |  |  |  |  |  |  |  |  |  |  |  |  |  |  |  |
|                                               |                                               |                                               |                                               | Edward VII van het Verenigd Koninkrijk (1841-1910)  | Edward VII van het Verenigd Koninkrijk (1841-1910)  | Edward VII van het Verenigd Koninkrijk (1841-1910)  | Edward VII van het Verenigd Koninkrijk (1841-1910)  | Edward VII van het Verenigd Koninkrijk (1841-1910)  | Edward VII van het Verenigd Koninkrijk (1841-1910)  |                                                  |                                                  |                                                   |                                                   |                                                   |                                                   | Alexandra van Denemarken (1844-1925)              | Alexandra van Denemarken (1844-1925)              | Alexandra van Denemarken (1844-1925)     | Alexandra van Denemarken (1844-1925)     | Alexandra van Denemarken (1844-1925) | Alexandra van Denemarken (1844-1925) |                                      |                                      |                                      |                                      |  |  |                                       |                                       |                                       |                                       | Frans van Teck (1837-1900)            | Frans van Teck (1837-1900)            | Frans van Teck (1837-1900)                | Frans van Teck (1837-1900)                | Frans van Teck (1837-1900)                | Frans van Teck (1837-1900)                |                                           |                                           |                             |                             |                                 |                                 | Maria Adelheid van Cambridge (1833-1897) | Maria Adelheid van Cambridge (1833-1897) | Maria Adelheid van Cambridge (1833-1897) | Maria Adelheid van Cambridge (1833-1897) | Maria Adelheid van Cambridge (1833-1897) | Maria Adelheid van Cambridge (1833-1897) |                                       |                                       |                                       |                                       |  |  |  |  |  |  |  |  |  |  |  |  |  |  |  |  |  |  |  |  |  |  |  |  |  |  |  |  |  |  |  |  |  |  |  |  |  |  |  |  |  |  |  |  |  |  |  |  |
|                                               |                                               |                                               |                                               |                                                     |                                                     |                                                     |                                                     |                                                     |                                                     | George V van het Verenigd Koninkrijk (1865-1936) | George V van het Verenigd Koninkrijk (1865-1936) | George V van het Verenigd Koninkrijk (1865-1936)  | George V van het Verenigd Koninkrijk (1865-1936)  | George V van het Verenigd Koninkrijk (1865-1936)  | George V van het Verenigd Koninkrijk (1865-1936)  |                                                   |                                                   |                                          |                                          |                                      |                                      |                                      |                                      |                                      |                                      |  |  |                                       |                                       |                                       |                                       |                                       |                                       |                                           |                                           |                                           |                                           | Mary van Teck (1867-1953)                 | Mary van Teck (1867-1953)                 | Mary van Teck (1867-1953)   | Mary van Teck (1867-1953)   | Mary van Teck (1867-1953)       | Mary van Teck (1867-1953)       |                                          |                                          |                                          |                                          |                                          |                                          |                                       |                                       |                                       |                                       |  |  |  |  |  |  |  |  |  |  |  |  |  |  |  |  |  |  |  |  |  |  |  |  |  |  |  |  |  |  |  |  |  |  |  |  |  |  |  |  |  |  |  |  |  |  |  |  |
|                                               |                                               |                                               |                                               |                                                     |                                                     |                                                     |                                                     |                                                     |                                                     | George V van het Verenigd Koninkrijk (1865-1936) | George V van het Verenigd Koninkrijk (1865-1936) | George V van het Verenigd Koninkrijk (1865-1936)  | George V van het Verenigd Koninkrijk (1865-1936)  | George V van het Verenigd Koninkrijk (1865-1936)  | George V van het Verenigd Koninkrijk (1865-1936)  |                                                   |                                                   |                                          |                                          |                                      |                                      |                                      |                                      |                                      |                                      |  |  |                                       |                                       |                                       |                                       |                                       |                                       |                                           |                                           |                                           |                                           | Mary van Teck (1867-1953)                 | Mary van Teck (1867-1953)                 | Mary van Teck (1867-1953)   | Mary van Teck (1867-1953)   | Mary van Teck (1867-1953)       | Mary van Teck (1867-1953)       |                                          |                                          |                                          |                                          |                                          |                                          |                                       |                                       |                                       |                                       |  |  |  |  |  |  |  |  |  |  |  |  |  |  |  |  |  |  |  |  |  |  |  |  |  |  |  |  |  |  |  |  |  |  |  |  |  |  |  |  |  |  |  |  |  |  |  |  |
|                                               |                                               |                                               |                                               |                                                     |                                                     |                                                     |                                                     |                                                     |                                                     |                                                  |                                                  |                                                   |                                                   |                                                   |                                                   |                                                   |                                                   |                                          |                                          |                                      |                                      |                                      |                                      |                                      |                                      |  |  |                                       |                                       |                                       |                                       |                                       |                                       |                                           |                                           |                                           |                                           |                                           |                                           |                             |                             |                                 |                                 |                                          |                                          |                                          |                                          |                                          |                                          |                                       |                                       |                                       |                                       |  |  |  |  |  |  |  |  |  |  |  |  |  |  |  |  |  |  |  |  |  |  |  |  |  |  |  |  |  |  |  |  |  |  |  |  |  |  |  |  |  |  |  |  |  |  |  |  |
|                                               |                                               |                                               |                                               |                                                     |                                                     |                                                     |                                                     |                                                     |                                                     |                                                  |                                                  |                                                   |                                                   |                                                   |                                                   |                                                   |                                                   |                                          |                                          |                                      |                                      |                                      |                                      |                                      |                                      |  |  |                                       |                                       |                                       |                                       |                                       |                                       |                                           |                                           |                                           |                                           |                                           |                                           |                             |                             |                                 |                                 |                                          |                                          |                                          |                                          |                                          |                                          |                                       |                                       |                                       |                                       |  |  |  |  |  |  |  |  |  |  |  |  |  |  |  |  |  |  |  |  |  |  |  |  |  |  |  |  |  |  |  |  |  |  |  |  |  |  |  |  |  |  |  |  |  |  |  |  |
|                                               |                                               |                                               |                                               | Edward VIII van het Verenigd Koninkrijk (1894-1972) | Edward VIII van het Verenigd Koninkrijk (1894-1972) | Edward VIII van het Verenigd Koninkrijk (1894-1972) | Edward VIII van het Verenigd Koninkrijk (1894-1972) | Edward VIII van het Verenigd Koninkrijk (1894-1972) | Edward VIII van het Verenigd Koninkrijk (1894-1972) |                                                  |                                                  | George VI van het Verenigd Koninkrijk (1895-1952) | George VI van het Verenigd Koninkrijk (1895-1952) | George VI van het Verenigd Koninkrijk (1895-1952) | George VI van het Verenigd Koninkrijk (1895-1952) | George VI van het Verenigd Koninkrijk (1895-1952) | George VI van het Verenigd Koninkrijk (1895-1952) |                                          |                                          | Mary Windsor (1897-1965)             | Mary Windsor (1897-1965)             | Mary Windsor (1897-1965)             | Mary Windsor (1897-1965)             | Mary Windsor (1897-1965)             | Mary Windsor (1897-1965)             |  |  | Hendrik van Gloucester (1900-1974)    | Hendrik van Gloucester (1900-1974)    | Hendrik van Gloucester (1900-1974)    | Hendrik van Gloucester (1900-1974)    | Hendrik van Gloucester (1900-1974)    | Hendrik van Gloucester (1900-1974)    |                                           |                                           | George van Kent (1902-1942)               | George van Kent (1902-1942)               | George van Kent (1902-1942)               | George van Kent (1902-1942)               | George van Kent (1902-1942) | George van Kent (1902-1942) |                                 |                                 | John Windsor (1905-1919)                 | John Windsor (1905-1919)                 | John Windsor (1905-1919)                 | John Windsor (1905-1919)                 | John Windsor (1905-1919)                 | John Windsor (1905-1919)                 |                                       |                                       |                                       |                                       |  |  |  |  |  |  |  |  |  |  |  |  |  |  |  |  |  |  |  |  |  |  |  |  |  |  |  |  |  |  |  |  |  |  |  |  |  |  |  |  |  |  |  |  |  |  |  |  |

- Australian Dictionary of Biography: gloucester-first-duke-of-10313
- Bibliothèque nationale de France: cb149767003 (data)
- Gemeinsame Normdatei: 131533827
- International Standard Name Identifier: 0000 0001 1474 8210
- Library of Congress Control Number: n80085797
- Nationale Bibliotheek van Israël: 987007459898405171
- Museum of New Zealand Te Papa Tongarewa: 53682
- Trove: 1478997
- Virtual International Authority File: 72527483
- WorldCat: E39PBJhX6CG4vfHx4cj83JmfMP